# قرار مجلس الأمن التابع للأمم المتحدة رقم 1018
قرار مجلس الأمن التابع للأمم المتحدة رقم 1018، الذي تم تبنيه بالإجماع في 7 تشرين الثاني / نوفمبر 1995، بعد الإشارة إلى وفاة قاضي محكمة العدل الدولية أندريس أغيلار مودسلي في 24 تشرين الأول / أكتوبر 1995، قرر المجلس إجراء انتخابات لشغل المنصب الشاغر في محكمة العدل الدولية في 28 شباط / فبراير 1996 بمجلس الأمن وفي اجتماع للجمعية العامة خلال دورتها الخمسين.
مودسلي، رجل قانون فنزويلي ووزير العدل السابق، كان عضوًا في المحكمة منذ عام 1991. كان من المقرر أن تنتهي فترة ولايته في فبراير 2000.

## روابط خارجية
- نص القرار في undocs.org